# Ciro Pupo Castro
Ciro Arturo Pupo Castro (Barranquilla, Atlántico, 11 de abril de 1961) es un abogado y político colombiano, exalcalde de la ciudad de Valledupar.

## Familia
Ciro es hijo del ex gobernador del departamento del Cesar, Edgardo Pupo Pupo y Nelly Castro Baute. Ciro el segundo de tres hermanos: Edgardo Enrique y Álvaro Pupo Castro. Heredó el nombre del ilustre médico vallenato y exgobernador del Magdalena, Ciro Pupo Martínez.
Pupo Castro es primo hermano por parte de padre de Rodrigo Tovar Pupo, alias 'Jorge 40', exjefe paramilitar de las AUC.
Tiene dos hijos de su primer matrimonio con la exrenia nacional del bambuco Indira María Gutiérrez llamados, Ciro Arturo y Sebastián de Jesús. Pupo Castro contrajo segundas nupcias el 2 de julio de 2005 con Obeida Salgado Zequeda, médico general de la Universidad San Martín de Barranquilla con quien tiene un hijo llamado Oscar Miguel.

## Trayectoria
Pupo Castro trabajó como gerente de la Empresa Aseguradora Colseguros, luego fue Gerente de Medisalud y después ejerció como Gerente de Seguros Médicos Voluntarios. Fue nombrado tiempo después como Gerente de Colfondos. Pasó a gerenciar la parte jurídica regional del Banco Comercial Antioqueño. 
En Bogotá, fue asesor Jurídico del Instituto de Seguros Sociales (ISS), laboró como abogado en la Oficina Jurídica del Ministerio de Agricultura de Colombia y abogado del Ministerio de Comunicaciones. 
Tras su regreso a Valledupar, Pupo Castro aspiró al Concejo de Valledupar y resultó elegido.

### Alcalde de Valledupar
Ciro Pupo llegó a la alcaldía de Valledupar con 47.478 votos, elegido por el partido Liberal en las elecciones regionales de 2003.
En el 2004, la administración Pupo y el concejo de Valledupar modificaron el escudo de Valledupar.

#### Seguridad
Pupo Castro fue alcalde de Valledupar, durante el auge del paramilitarismo en Colombia. Su primo hermano, el jefe Rodrigo Tovar Pupo, alias Jorge 40 lo habría amenazado para que no fuera alcalde del municipio, versiones de testigos, afirman que estas supuestas amenazas no fueron ciertas. La inseguridad en Valledupar creció con los desmovilizados de las AUC dedicándose a perpetrar delitos en la ciudad. Atracos, robos, homicidios, microtráfico de drogas incrementaron en la ciudad. Igualmente, el contrabando de todo tipo de productos, como la gasolina venezolana. También aumentó el trabajo informal, especialmente el mototaxismo.

#### Transporte
Como medidas para frenar el mototaxismo, Pupo Castro decretó medidas de pico y placa y Día sin motos en la ciudad de Valledupar, sin embargo poco o nada hicieron para frenar el auge del transporte en motocicletas.

#### Gabinete
Las siguientes personas conformaron el gabinete de secretarios y posiciones de liderazgo en entidades municipales durante el gobierno de Pupo Castro:
- Secretario de Planeación: Carlos José Vidal Luque - Hernán Maestre Martínez
- Secretario Privado: Gustavo Cabas Borrego
- Secretaria General: Gloria Inés Meza Armenta - Juan Segundo Lagos
- Secretario de Gobierno: Víctor Martínez Gutiérrez
- Secretario de Hacienda: John Valle Cuello - Tito Pumarejo Hazbun
- Secretario de Salud: Hernando Noches Barrios
- Secretaria de Educación: Eris del Carmen Escobar
- Secretario de Obras Públicas: Alex Banderas Mancera
- Secretaria de Tránsito: Solfani Quintero Martínez
- Director Casa de la Cultura: Julio César Daza Daza - María Marcela Gnecco
- Secretario de Desarrollo Social y Gestión Empresarial: Javier Francisco Yamín Daza - Jhon Albert Flórez Castrillón
- Asesor del Despacho: Juan Segundo Lagos - María Helena Paredes
- Director de Comunicaciones y Relaciones públicas: Óscar Martínez Ortíz - Máxima Jaimes
- Director de Talento Humano y Gestión del Conocimiento: Sandra Patiño Andrade - Luis Carlos Benjumea
- Gerente Fonvisocial: Rubén Carvajal Riveira
- Gerente EMDUPAR: Darío Zalabata Vega - Gonzálo Gómez Soto
- Gerente INDUPAL: Moisés Eduardo Gil Maestre
- Director Hospital Eduardo Arredondo Daza: Nicolás More Muvdi - Rodolfo Diaz
- Gerente Terminal de Transporte: Nayarit Hernández Villazón
- Gerente MERCABASTOS: José Luís Sánchez Blanco

### Caso contrato Ecoparques de Valledupar
El 4 de noviembre de 2008, Pupo Castro fue inhabilitado por la Procuraduría General de la Nación para ejercer cargos públicos por un lapso de 11 años. El fallo de segunda instancia se debió a las irregularidades encontradas en la contratación de un proyecto por $9.500 millones de pesos, complementaria de la obra Ecoparques de Valledupar. La decisión solo se dio a conocer al público en febrero de 2009.

### Elecciones atípicas a la alcaldía de Valledupar (2009)
Durante las elecciones atípicas de 2009, Pupo Castro y el también exalcalde de Valledupar, Elías Ochoa Daza, apoyaron públicamente la candidatura del candidato liberal Luis Fabián Fernández.

### Caso Secretaría de Educación
El 23 de febrero de 2012, Pupo Castro y su exsecretaria de Educación, Eris Escobar Escobar fueron condenados a 8 meses de prisión por el Juzgado Tercero Penal Municipal de Valledupar, que los encontró culpables de los delitos de peculado por apropiación a favor de tercero y en provecho propio. El juzgado encontró irregularidades en dos contratos; el 197 de 2006, por un monto de 348'203.908 millones de pesos y el 101 de 2007, por $172'982.465, celebrado entre el Municipio de Valledupar y el contratista René Prado Mendoza para la instalación de páginas web para la secretaría de educación.

### Caso contrato de cámaras de seguridad
El 9 de diciembre de 2013, la Fiscalía 11 seccional de Valledupar ordenó la captura de Pupo Castro por los presuntos delitos de peculado por apropiación y celebración de contrato sin el lleno de los requisitos legales. Pupo Castro se entregó ante agentes del Cuerpo Técnico de Investigación de la Fiscalía en Valledupar. El contrato en cuestión fue de un monto de $3.200 millones firmado por Pupo Castro siendo alcalde de Valledupar el 20 de diciembre de 2006 para la operación de cámaras de seguridad.
A Pupo Castro le concedieron el beneficio de un año de 'casa por cárcel' debido a que su defensa argumentó que era "cabeza de hogar".